# Зингер, Генрих
Ге́нрих Зи́нгер (нем. Heinrich Joseph Singer; 27 июня 1855, Брно, Австрийская империя — 19 августа 1934, Прага, Чехословакия) — юрист (церковное право и правовая история), ректор Черновицкого университета (1887—1888)

## Биография
Образование получил в Вене, в 1872 году учился в Венском университете.
В 1877 году защитил диссертацию и получил докторскую степень, стал доктором юридических наук (его учителями были Иво Пфафф и Фридрих Маассен).
После этого был конципиентом финансовой прокуратуры Австрии.
В 1879 году прошел хабилитацию как приват-доцент права, а затем как доцент имущественного австрийского гражданского права в Венском университете.
В течение 1879—1880 годов Г. Зингер преподавал церковное право в Черновицком университете имени Франца Иосифа, где в 1880 году был назначен внештатным, а с 1885 года по императорским решением штатным доцентом по этому предмету.
В течение 1886—1887 учебного года Г. Зингер работал деканом юридического факультета Черновицкого университета.
В 1887—1888 учебном году избирался ректором Черновицкого университета имени Франца Иосифа.
С 1891 года Генрих Зингер работает профессором канонического права в университете Инсбрука, а с 1896 года занимает должность штатного профессора в, немецкоязычном на то время, Карловом университете в Праге.
Во время Первой мировой войны выступил с 70-страничной брошюрой против попытки передислокации Черновицкого университета в Зальцбург.
Умер и похоронен в 1934 году в Праге.

## Публикации
- «Устранение существующих ограничений в отношении религиозных людей» (1880);
- «Историческое учение об порядок наследования католическим духовенством в Австро-Венгрии» (1883);
- «Новые сообщения о декреталиях до и после Бернарда Павии» (1913)
- «Несколько слов о прошлом и будущем Черновицкого университета» (1917) и другие.